# Диант
Диант (др.-греч. Δίας) — имя ряда персонажей древнегреческой мифологии:
- один из титанов[1];
- сын Абанта, основатель и эпоним города на Эвбее[2];
- сын Пелопа, отец Клеоллы, которую разные источники называют женой или матерью Плисфена[3];
- конь Амфиарая[4].